# 尹集镇 (临夏县)
尹集镇，是中华人民共和国甘肃省临夏回族自治州临夏县下辖的一个乡镇级行政单位。

## 行政区划
尹集镇下辖以下地区：
咀头村、尹集村、麻莲滩村、涧上村、韩赵家村、马九川村、老虎山村、新寨村、大滩涧村、新兴村、大滩村、卡家滩村和新发村。